# لشکر دویست و پنجاه و سوم پیاده‌نظام (ورماخت)
لشکر دویست و پنجاه و سوم پیاده‌نظام (به آلمانی: 253. Infanterie-Division) یکی از لشکرهای پیاده‌نظام نیروی زمینی آلمان در دوره رایش سوم بود که در جنگ جهانی دوم به عملیات پرداخت.

## نبرد مسکو
بدنه اصلی لشکر تا میانه ماه اکتبر سال ۱۹۴۱ به سوبلاگو در ۱۴۰ کیلومتری شمال شرقی ولیکیه لوکی رسید. یک گردان تقویت‌شده چند کیلومتر بیشتر پیشروی کرد و در پِنو در رود ولگا گذشت. در این حال، راه‌های گل‌آلود مانع از دنبال‌شدن نیروها توسط توپخانه اسب‌کشنده می‌شد. بدین شکل توپخانه چند هفته بعد در پی فرا رسیدن زمستان و یخ‌بستن سطح راه‌ها خود را به این موقعیت رساند. گشت شناسایی لشکر که از رود گذشته بود، با هیچ نیرویی از دشمن برخورد نکرد. نیروهای لشکر چند روز در این محل به استراحت پرداختند تا فرسودگی حاصل از راهپیمایی‌های دشوار برطرف گردد. لشکر در سوبلاگو مجددا این بار به شکل دائمی تحت امر ارتش نهم در جناح چپ گروه ارتش مرکز قرار گرفت. تا این پیش از این جابه‌جایی مدوام لشکر در ارتش‌های مختلف سبب بروز مشلاتی مخصوصا در زمینه دریافت تدارکات می‌شد.
سپاه ۲۳ به لشکر دستور داد بافاصله گذرگاهی بر رود ولگا در نزدیکی سلیژاروو در ۸۵ کیلومتری شمال غربی رژف، به دست آورد. ناحیه‌ای که لشکر می‌بایست بدین منظور از آن می‌گذشت هیج راه مناسبی با سطح سخت، نداشت و جغرافیای مردابی با بارش سنگین باران آن را به باتلاق بدل ساخته بود. این مسئله سرعت راهپیمایی به شکل قابل توجهی کاهش داد و به تجهیزات سبک لشکر آسیب زیادی وارد آورد. اواخر ماه اکتبر یخبندان شبانه شرایط راه‌ها را بهبود بخشید و لشکر با حرکت در اول صبح که هنوز سطح زمین سفت بود، پیش می‌رفت. هنگ ۴۷۳ پیاده‌نظام برای تصرف پل راه‌آهن در شمال سلیژاروو فرستاده شد. با وجود پیشروی سریع، این هنگ نتوانست به موقع خود را به موقعیت برساند چرا که دشمن پیش از آن تمامی پل‌های بر روی رود را منهدم کرده بود. با این بر خلاف تصور عقب‌نشینی دشمن، لشکر در سلیژاروو با مقاومت شدیدی مواجه شد. لشکر با قرار دادن دو هنگ پیاده‌نظام در جلو، بدون پوشش در جناحین راست و چپ خود، در طول رود ولگا پیش رفت. در این حال نیروهای دشمن در استحکامات چند لایه و در موضع مرتع در کرانه رود مستقر بود. در این حال جریان دریافت تدارکات از انبارهای آن در توروپتس در فاصله ۱۲۰ کیلومتری نگرانی اصلی لشکر بود.
لشکر برای حمله به ناحیه سلیژاروو تنها می‌توانست از دو گردان توپخانه خود استفاده کند. هنگ ۴۶۴ پیاده‌نظام مسئول تهجام برای گذر از ولگا در این نقطه بود. هنگ ۴۷۳ پیاده‌نظام پشت سر آن استقرار داشت. گردان مهندسی لشکر مامور به به‌کارگیری یک گروهان خود برای ساخت یک پل بر رود شد. فرمانده لشکر شخصا از موقعیت بازدید و فرمان به گذر از ولگا در ۱۰ کیلومتری جنوب شرقی سلیژاروو داد. حمله سپیده دم ۶ نوامبر آغاز شد و دشمن را غافلگیر کرد. موج نخست با قایق‌های بادی از رود عبور کرد و به دشمن یورش برد. درحالی‌که توپخانه دشمن تاثیر زیادی نداشت، توپخانه لشکر پشتیبانی خوبی از پیاده‌نظام صورت داد تا زمانی حداقلی گذرگاهی برقرار و ارتفاعات آن سوی رود تسخیر شود. ساخت پل بلافاصله آغاز و به سرعت تکمیل شد. ولگا در این نقطه حدود ۱۲۰ متر عرض داشت. ادامه تهاجم برای روز بعد مقرر گشت. هنگ ۴۶۴ پیاده‌نظام می‌بایست با رخنه در استحکامات دفاعی دشمن، رو به شمال می‌رفت سپس با چرخش به چپ ارتفاعات شمالی شرقی سلیژاروو را پاکسازی می‌کرد. گردان ۲۵۳ شناسایی بدین منظور به این هنگ متصل شد. هنگ ۴۷۳ پیاده‌نظام نیز می‌بایست رو به شمال ادامه می‌داد. با وجود سهولت کار هنگ ۴۷۳ پیاده‌نظام، دیگر هنگ رزم سنگینی را تجربه کرد و مخصوصا در برابر خندق‌های ضدتانک با مشکل مواجه شد. در ادامه حمله، مقاومت دشمن در برابر هنگ ۴۶۴ پیاده‌نظام تشدید گشت و تلفات آن رو به افزایش بود.

## محاصره ناحیه بلیی
در پایان نبرد مسکو، لشکر دویست و پنجاه و سوم پیاده‌نظام فرماندهی سرلشکر اتو شلرت به عنوان بخشی از ارتش نهم در منتهی‌الیه جناح چپ گروه ارتش مرکز قرار داشت. لشکر در درگیری‌های اخیر آسیب جدی دیده بود اما همچنان انسجام لازم را داشت. در جریان ضد حمله زمستانه ارتش سرخ لشکر مجاور آن اوایل ماه ژانویه سال ۱۹۴۲ درهم٬کوبیده شد تا دویست و پنجاه و سوم پیاده‌نظام حین عقب‌نشینی در حال مبارزه از رود ولگا، به عنوان بخشی از سپاه ۲۳ در شمال شرقی بلیی به محاصره بیفتد. هنگ‌های آن نیمه غربی ناحیه در محاصره را در برابر فشار شدید دشمن حفظ می‌کردند. پس از حدود ده روز، سایر یگان‌های سپاه توانستند از جانب شرقی راه ارتباطی با سایر نیروهای آلمانی را مجدداً برقرار کنند. در این حین رزم در شرایط وخیم زمستانی با درجه حرارت منفی چهل درجه سانتی‌گراد صورت می‌گرفت. برخلاف تعداد دیگری از لشکرها، به هر صورت لشکر دویست و پنجاه و سوم پیاده‌نظام توانست از این مهلکه برهد و تا بهار پا بر جا بماند.

## کتابشناسی
- Newton, Steven H. (1994). German Battle Tactics On The Russian Front. Schiffer Publishing. ISBN 0-88740-582-7.